# Tân dao
Tân dao (tiếng Trung: 新谣; bính âm: Xīnyáo) là một thể loại ca khúc độc nhất của Xinh-ga-po. Đây là một hình thức hát bằng tiếng Quan thoại đương đại, nổi lên và ngày càng nổi tiếng ở Xinh-ga-po từ cuối những năm 1970 cho đến những năm 1980. Tân dao là một danh từ tiếng Hoa bao gồm hai từ: Tân (新) là viết tắt của Xinh-ga-po (Tân Gia Ba), và dao (谣) tức là bài hát. Dạng mở rộng là Tân Gia Ba ca dao (tiếng Trung: 新加坡歌谣; bính âm: Xīnjiāpō gēyáo), hiểu đơn giản nghĩa là ca khúc Xinh-ga-po.
Những người đi tiên phong đầu tiên của phong cách âm nhạc này bao gồm Hoàng Hoành Mặc (黄宏墨), Lương Văn Phúc (梁文福) từ lâu đã trở thành người địa phương sáng tác nhiều bài hát, Hứa Hoàn Lương (许环良) người khám phá và chuẩn bị cho nhiều nghệ sĩ sân khấu thành công của Xinh-ga-po tham gia nhạc đàn Hoa ngữ ở châu Á (bao gồm Trần Khiết Nghi (陈洁仪), A Đỗ (阿杜) và Lâm Tuấn Kiệt (林俊杰)), Li Wei-Song, Lý Tai Tùng (李偲菘) và Vu Khải Hiền (巫启贤).

## Các ca khúc Tân dao tiêu biểu
| Năm  | Tiêu đề        | Người soạn nhạc | Người viết lời |
| ---- | -------------- | --------------- | -------------- |
| 1983 | 邂逅           | 巫启贤          | 黄惠赪         |
| 2010 | 让夜轻轻落下   | 梁文福          | 梁文福         |
| 1986 | 小人物的心声   | 吴佳明          | 温雪莹         |
| 1997 | 细水长流       | 梁文福          | 梁文福         |
| 2013 | 我们这一班     | 许环良          | 吴庆康，黄元成 |
| 2012 | 历史考试的前夕 | 梁文福          | 梁文福         |
| 1981 | 唱一首华初的歌 | 梁文福          | 梁文福         |
|      | 沙漠足迹       | 张家强          | 林有霞         |
| 1984 | 写一首歌给你   | 梁文福          | 梁文福         |
| 2007 | 水的话         | 颜黎明          | 梁文福         |
| 2014 | 遺忘過去       | 巫啟賢          | 木子           |
| 1990 | 新加坡派       | 梁文福          | 梁文福         |